# Serrucho

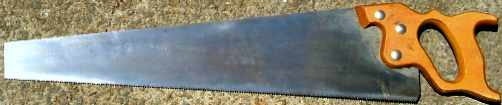
Un serrucho de carpintero.

Un serrucho es una herramienta manual utilizada para practicar cortes, sobre todo en madera. Además es un tipo de sierra de hoja dentada y trapezoidal que por el extremo más ancho va unida a un solo mango de madera o de plástico. La forma más característica del mango es la de una "anilla" grande o tirador amoldado a la forma de la mano. Aunque existe diferentes tipos, el más común es el llamado 'de carpintero', en el que la hoja se va estrechando desde el mango hacia el final de la herramienta. Básicamente se divide en mango y arma (la parte metálica con que se realiza el corte).
Los tipos más elementales son:
- Serrucho de afinar: pequeño serrucho de costilla con dentado muy fino; admite tres subtipos en función de la situación o función del arma:

1. De arma recta (el más elemental)
2. De arma acodada (o sea doblada y paralela a la hoja)
3. De arma reversible (gracias a un tornillo que permite invertir la posición de la hoja)